# Franz Wilhelm von Jutrzenka
Franz Matthias Friedrich Wilhelm von Jutrzenka auch Jutrzenka von Trzebiatowski (* um 1760 in Gustkow; † 21. April 1816 in Breslau) war ein preußischer Landrat des Kreises Lentschitz (Łęczyca), im Kammerdepartment Warschau, in Südpreußen.

## Leben
Franz Wilhelm von Jutrzenka war Angehöriger der ursprünglich aus Trzebiatkow stammenden Adelsfamilie von Jutrzenka. Er trat in die Preußische Armee ein und avancierte bis zum Leutnant.
Er wurde 1796 in Südpreußen im Kreis Lentschitz als Landrat eingesetzt. Bereits 1797 war in der preußischen Verwaltung bekannt, dass Jutrzenka „guten Willen“ habe, es ihm jedoch an „Talent“ und „Kenntnissen“ fehle, er daher von seinem Steuereinnehmer „geleitet“ wird. 1799 wird er unter den Landräten Südpreußens als v. Jutrzenka, zu Tum bei Leczie genannt. 1802 wurde er anderweitig versorgt und seine Stellung vom Landrat Vicentius von Lada, der dem südpreußischen Kreis Zgierz vorstand, mit übernommen. Er hat bis 1807 jährlich 500 Taler Gehalt erhalten. Seit 1810 lebte er in Breslau.
Aus seiner Ehe mit Konstanzia Borowska (1760–1819) hatte er zwei Töchter, darunter Amalie von Jutrzenka (1797–1864). Sie heiratete 1837 bzw. 1838 den preußischen Oberstleutnant Günther von Bünau (1791–1850) in dessen zweiter Ehe.